# Rhodopes
Vous lisez un « bon article » labellisé en 2008.
Pour les articles homonymes, voir Rhodope.
Les Rhodopes (en bulgare Родопи / Rodopi, en général utilisé avec l’article défini pluriel, Родопите / Rodopite, parfois également appelés Родопа / Rodopa ou Родопа планина / Rodopa planina, « montagne de Rodopa » ; en grec Ροδόπη / Rodópi — en français, on trouve aussi la forme au singulier « le Rhodope », en turc Rodop dağları) sont un massif montagneux des Balkans, situé dans le Sud-Ouest de la Bulgarie ne débordant qu'en Macédoine-Orientale-et-Thrace, dans le Nord-Est de la Grèce. Avec les massifs du Rila et du Pirin, il forme un même ensemble montagneux. Son plus haut sommet, le Goljam Perelik (2 191 m), est le septième sommet de Bulgarie par son altitude. Les Rhodopes sont le massif le plus étendu de Bulgarie et occupent environ un septième de la surface totale du pays, de 220 à 240 km d’ouest en est et 100 km environ du nord au sud. Sur une surface totale de 14 571 km2, 83 % des Rhodopes se trouvent sur le territoire bulgare, le reste en territoire grec. Les importantes réserves d'eau et la douceur du climat favorisent une grande variété végétale et animale.
Siège de nombreux récits mythologiques et lieu de culte dans l'Antiquité, le massif a successivement connu les influences grecque, romaine, byzantine et ottomane. La présence des Turcs a laissé un héritage fait de religion musulmane et de traditions culinaires et musicales orientales, mais également un passé tourmenté fait de soulèvements et d'exodes.
La vie économique des Rhodopes est largement dominée par le secteur agricole. Cependant, il existe aussi dans le massif un important secteur industriel et de services, et un secteur touristique dont l’importance ne cesse d’augmenter.

## Étymologie
Le toponyme Rhodopes est d’origine thrace. Rod-opa peut s’interpréter comme le nom primitif d’une rivière (peut-être l’actuelle rivière de Dospat,, en bulgare Доспатска река, Dospatska reka, en grec Δεσπάτης, Despátis, affluent de la Mesta) signifiant « eau rouillée, rougeâtre », où *rod- provient de la même racine indo-européenne que le bulgare руда (ruda, « minerai »), ръжда (răžda, « rouille »), риж (riž, « roux »), le latin rufus (« roux ») ou l’allemand rot (« rouge »).

## Géographie

### Caractéristiques morphologiques

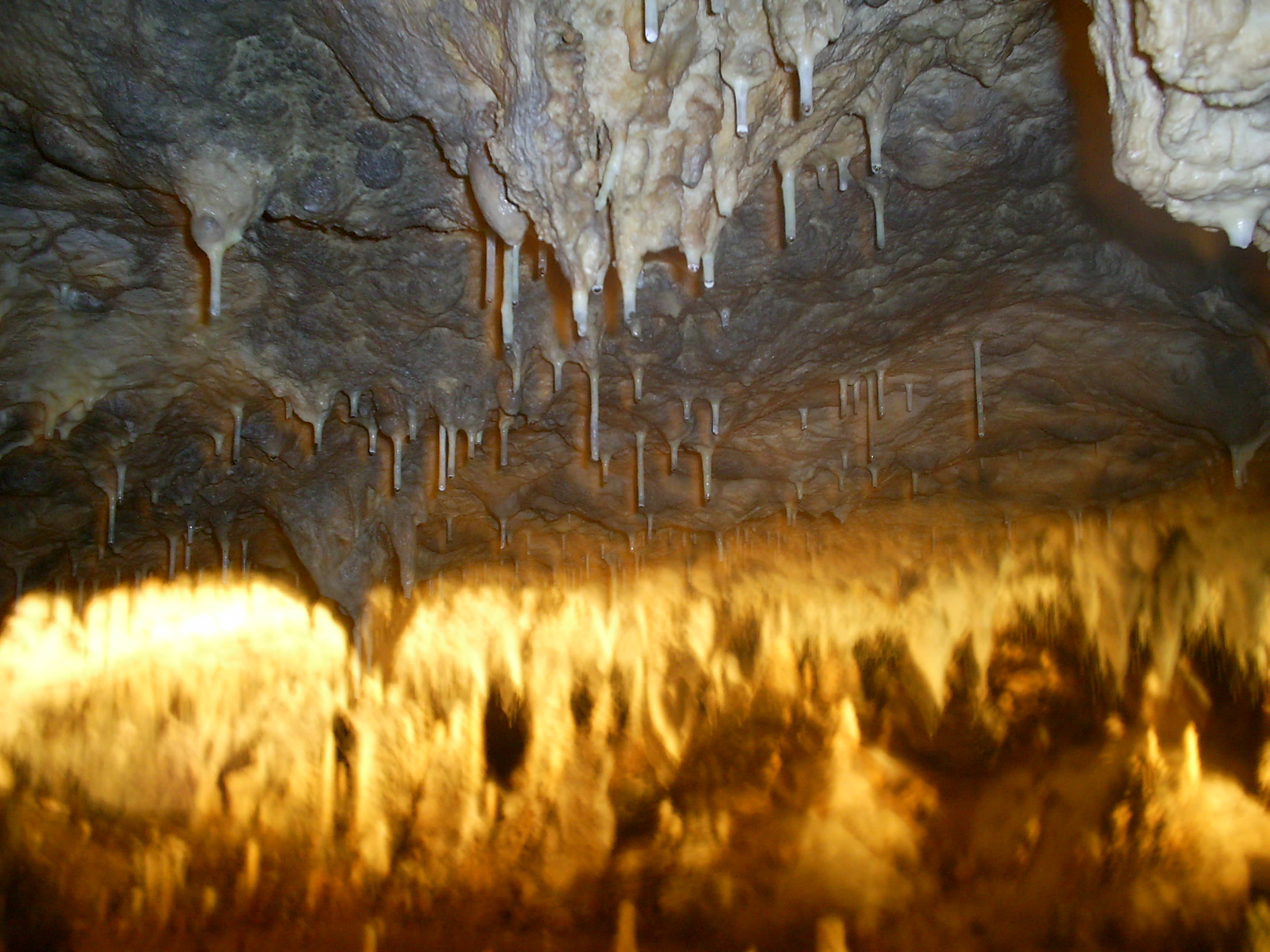
Grotte de Snežanka près de la ville de Peštera.

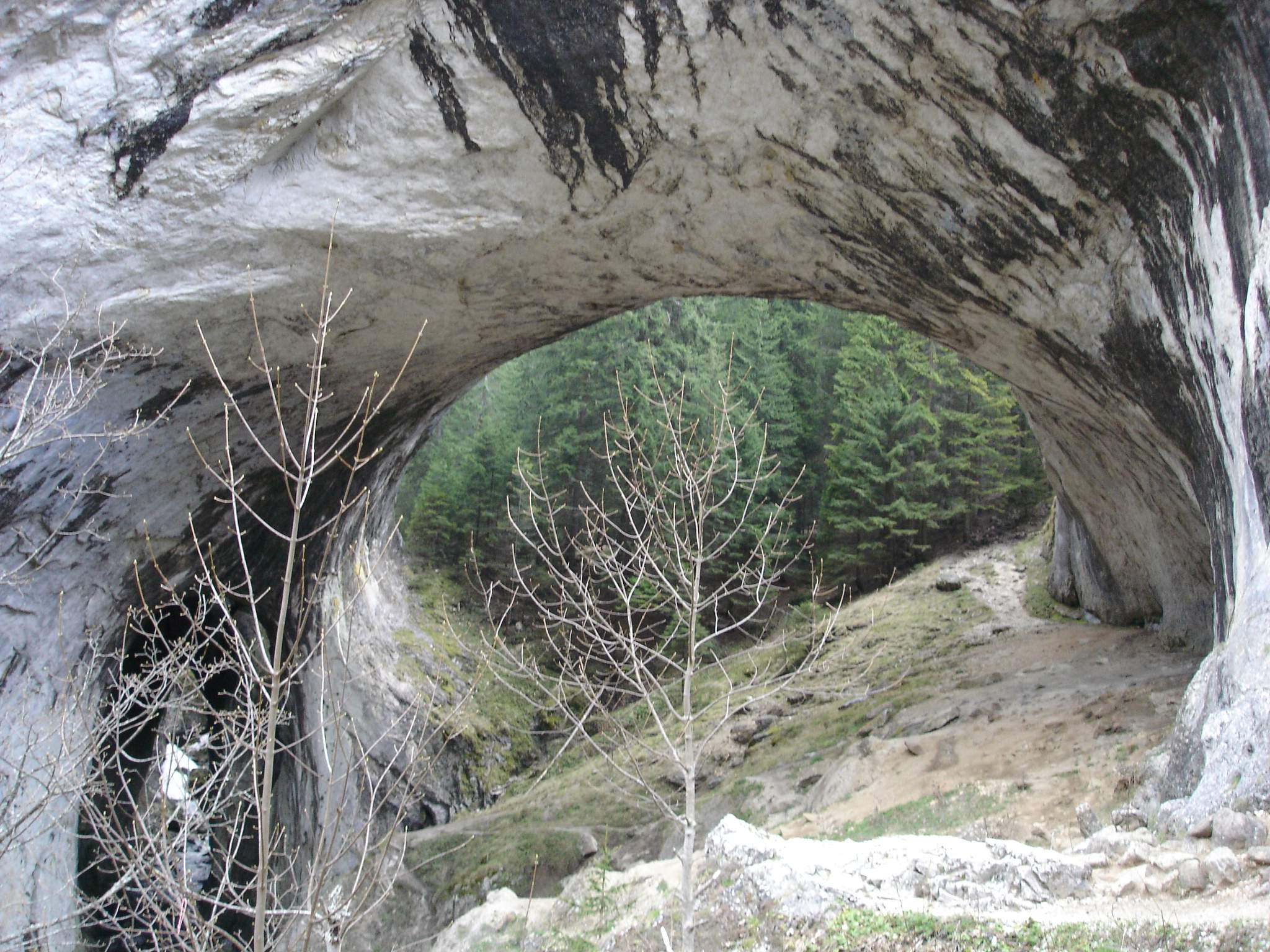
Ponts merveilleux.

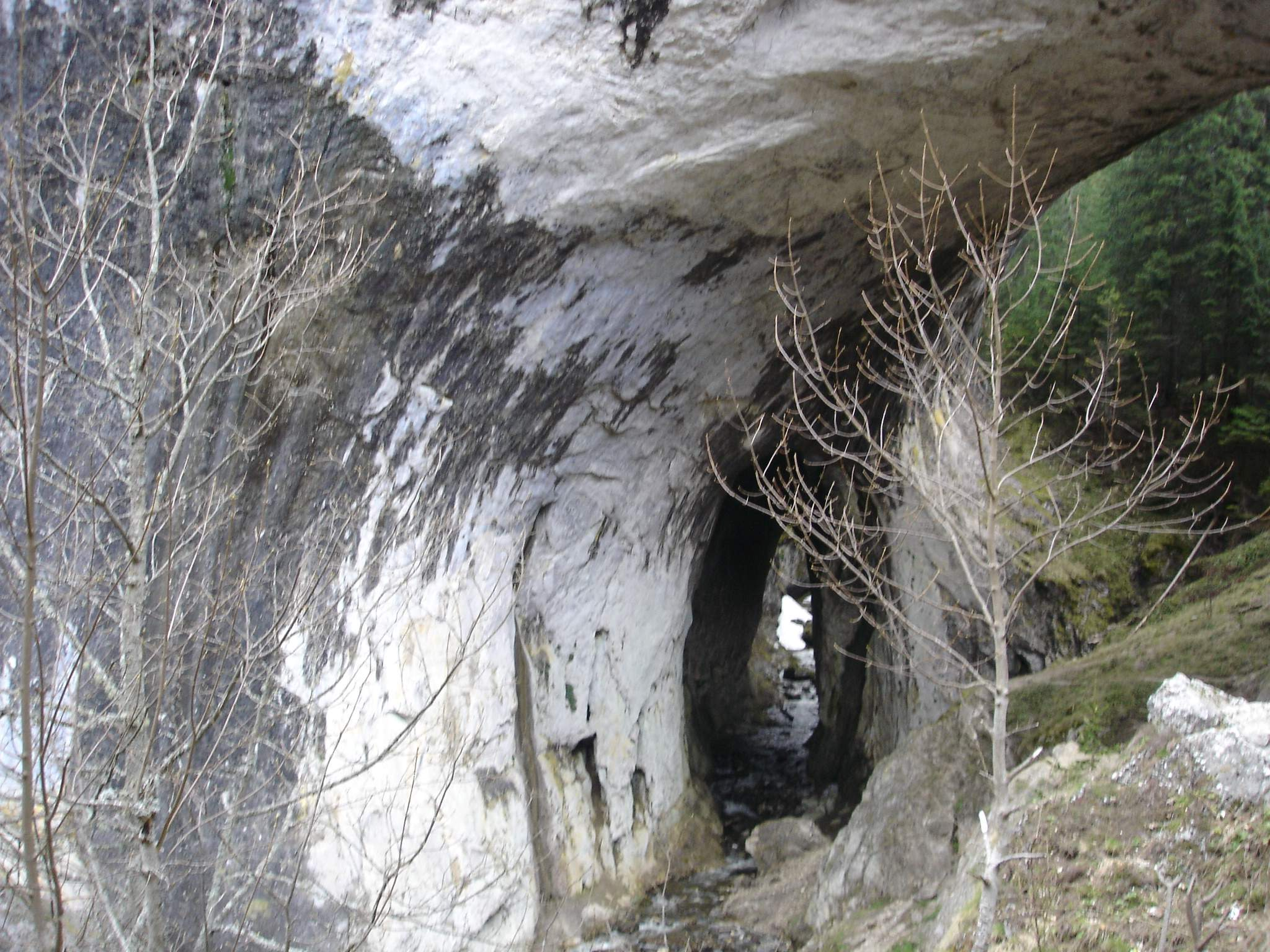
Rivière près des Ponts merveilleux.

Les Rhodopes constituent la partie la plus importante du massif de Macédoine et de Thrace et forment un système complexe de reliefs différents par leur altitude, leur longueur, leur largeur et leur orientation, de vallées fluviales profondes, de gorges étroites et de cirques naturels. À la différence d’autres chaînes de montagne de la région, les Rhodopes n’ont pas été recouvertes de glaciers pendant la dernière glaciation.

### Limites et subdivisions
Les limites des Rhodopes avec les massifs du Rila et du Pirin sont matérialisées par la vallée de la Jadenica (pl), la crête de Jundola (bg), la crête d’Avramovo (en), la rivière de Drešenec et la vallée de la Mesta. Les versants septentrionaux des Rhodopes sont nettement plus abrupts que les versants méridionaux, où le massif descend progressivement vers la plaine de la Thrace égéenne.
Les Rhodopes bulgares sont composées de deux parties qui se distinguent par leur relief : les Rhodopes occidentales ou hautes Rhodopes et les Rhodopes orientales ou basses Rhodopes. La limite entre ces deux parties est constituée par les rivières Kajalijka (bg) et Borovica (bg). Les Rhodopes occidentales s’étendent sur un territoire de 8 732 km2 et constituent la partie la plus haute du massif. Leur altitude moyenne est de 1 098 m, et leurs points les plus hauts sont supérieurs à 1 800-2 000 m.
Sur le plan administratif, les Rhodopes bulgares relèvent des oblasti suivants : Blagoevgrad (partie orientale, à l'est de la Mesta), Pazardžik (moitié sud), Smoljan, Plovdiv (partie sud), Kărdžali et Haskovo (partie sud).

#### Rhodopes occidentales
Les Rhodopes occidentales constituent la partie la plus étendue et la plus haute du massif (plus de 10 sommets de plus de 2 000 m), mais aussi la plus développée en termes d’infrastructures et la plus visitée. On trouve dans cette partie des Rhodopes la montagne de Boženec ou Alabak (mont Černovec, 1 834 m), au nord de la ville de Velingrad (orientée NE-SO) ; la crête de Velijca (du nom d’un sommet de 1 712 m d'altitude), à Videnica (sommet de 1 652 m), en bulgare Velijško-Videniški djal, ligne de partage des eaux entre les vallées de la Marica et de la Mesta, qui s’étire du lieu-dit Bel kamen au nord-ouest en direction du sud-est, passant ensuite le long de la rive gauche de la rivière et du lac de retenue de Dospat, se prolonge jusqu’à la frontière grecque et culmine à 1 901 m (mont Srebren) ; la montagne de Snežanka ou Kărkarija, orientée NO-S, partant à l’ouest du village de Patalenica et se poursuivant jusqu’au sommet de Vetrovo (1 416 m) ; la montagne de Sjutkja orientée NO-S, qui commence à la rivière Banska Bistrica au sud de Velingrad et se termine à l’ouest du lac de retenue du Goljam Beglik (Goljama Sjutkja, 2 186 m) ; la montagne de Dăbraš ou Dospatska planina (montagne de Dospat, la partie la plus occidentale des Rhodopes, qui culmine à 1 938 m avec le mont Beslet), entre les vallées des rivières Dospat et Mesta ; la montagne de Batak qui forme un arc de cercle autour de la ville du même nom, allant de Velingrad à l’ouest à Kričim à l’est ; la montagne de Devin au sud-ouest de la ville du même nom ; la montagne de Černatica, orientée NE-S et allant de Javrovo à l’ouest d’Asenovgrad jusqu’au sommet du Mečkarski kamăk (1 951 m) ; le Perelik et la Bukova planina, respectivement à l’est et au nord de la ville de Smoljan ; enfin la Radjuva planina (orientée N-S) et immédiatement au sud la montagne de Prespa (Prespanski djal), entre Čepelare et le village de Manastir.
Les gorges les plus profondes des Rhodopes sont situées dans la partie occidentale du massif, ainsi que le site naturel dit les Ponts merveilleux (Čudnite mostove). Les étendues d’eau y sont nombreuses, comme les lacs de retenue de Dospat, de Batak, de Široka poljana, du Goljam Beglik au sud de Batak ou encore du Toškov čark. De nombreuses villes touristiques connues sont situées dans cette partie du massif, comme Smoljan, Velingrad, Devin ou Čepelare, ainsi que la station de ski de Pamporovo, le monastère de Bačkovo, les ruines de la citadelle d’Ivan Asen II au sud d’Asenovgrad, la grotte des gorges du Diable (Djavolskoto gărlo) dans les gorges de Trigrad, celle de Jagodina, celle du village pomak de Vievo et bien d’autres encore. Le village le plus haut de Bulgarie, Manastir, (situé à plus de 1 500 m), se trouve au pied du versant nord du mont Prespa (2 000 m). Nombre de villages-musées sont également situés dans cette zone : Široka lăka (au nord-est de Smoljan), Kovačevica (au nord-est de Goce Delčev), Momčilovci (au nord-est de Smoljan) ou encore Kosovo sur la route qui va d’Asenovgrad à Čepelare.

#### Rhodopes orientales
À la différence des Rhodopes occidentales, la partie orientale du massif présente essentiellement un relief de basse altitude ou collinaire. L’altitude moyenne y est d’à peine 320 m, même si quelques-uns des sommets les plus élevés des Rhodopes s’y trouvent. Les Rhodopes orientales sont limitées à l’ouest par les rivières de Devin (à l’est de la ville du même nom) et de Mugla (Devinska reka et Muglenska reka), à l’est par la Marica (Évros). Elles sont structurées au centre par la crête dite de Perelik et de Prespa (Perelisko-prespanski djal), qui s’étend du point culminant du massif (Goljam Perelik, 2 191 m) jusqu’au sommet dit Momin kamăk, en passant par le sommet de Prespa (2 001 m). Les quatre lignes de partage des eaux les plus importantes de cette partie du massif partent de cet axe. Au nord de la rivière Arda se trouvent les crêtes de Čukata (de Široka poljana à Pătnikovo, orientée NO-SE) et de Gorata (de Silen jusqu’à la Grèce, orientée O-E), ainsi que les collines de Haskovo au nord de la ville du même nom. Le long de la frontière bulgaro-grecque, les ensembles suivants se succèdent : montagne de l’Ardin (Ardinski djal), qui culmine au mont Ardin (1 730 m, où se trouve la source de l’Arda ; montagne de Komotiní (Gjumjurdžinski snežnik, du nom bulgare de la ville de Komotiní, Gjumjurdžina), qui comprend le point le plus méridional de Bulgarie, le sommet de Vejkata (1 463 m), ainsi que le sommet d’Orlitsa (1 483 m) du côté grec ; le Măglenik (en grec Σίλο, Silo), du bulgare măgla (brouillard), qui culmine au mont Kodža ele ou Vetren (1 267 m). La partie de la montagne qui part du sud de la ville de Kărdžali en direction du sud-ouest pour aboutir au sommet dit Dobri vrăh (1 450 m) est appelée Žălti djal (« massif jaune »).
Le territoire des Rhodopes orientales a jadis été recouvert par la mer, tout en étant le siège d’une activité volcanique sous-marine intense. C’est pourquoi, outre des roches sédimentaires, des roches volcaniques s’y sont également formées : andésite, rhyolite, tuf, etc. Sous l'action de ces forces géomorphologiques extérieures, ces roches ont donné naissance à des formes d’apparence étrange.

#### Rhodopes méridionales ou Rhodopes grecques
Les Rhodopes méridionales (grec moderne : Ελληνική Ροδόπη, Rhodopes grecques) se trouvent au nord du territoire grec. Elles comprennent également l’île de Thásos, qui fait géologiquement partie des Rhodopes.

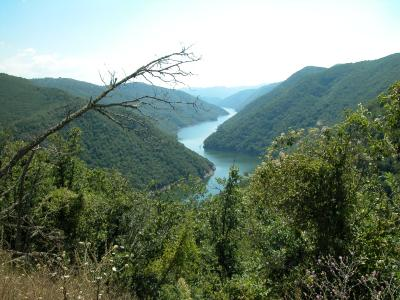
La rivière Nestos dans la partie grecque des Rhodopes.

##### Partie continentale
Les Rhodopes grecques commencent à l’est du col de Roupel, sur le Strymon (Strymonas, Struma) et s’étendent vers l’est jusqu’à la plaine de l’Évros (Marica). Au sud, elles sont limitées par la côte égéenne de la région administrative (périphérie) de Macédoine-Orientale-et-Thrace, dont une des cinq préfectures porte le nom de Rhodope (Ροδόπη). Au nord, elles sont limitées par la frontière gréco-bulgare. Les reliefs de l’île de Thásos, malgré l’interruption par les eaux du golfe de Kavála, font partie de l’ensemble géologique des Rhodopes.
Les Rhodopes grecques comprennent plusieurs massifs bien délimités. À l’ouest, sur la rive gauche de la vallée du Strymon, se trouvent du nord au sud les massifs de l’Órvilos (en bulgare Slavjanka, dont le point culminant, situé en territoire bulgare, est le Gocev vrăh, 2 112 m), du Vróndous ou Vróndos (en bulgare Šarlja, dont le point culminant est le Laïliás, 1 849 m), du Meníkio (Meníkion, en bulgare Zimijnica, dont le point culminant est le Mavromáta, 1 963 m), du Pangée (Pangaío, en bulgare Kušnica, dont le point culminant est le Máti, 1 956 m) et du Símvolo (Símvolon, en bulgare Čista gora, 694 m), qui borde la ville de Kavála au nord et s’étend vers le sud-ouest le long de la mer. Les contreforts sud du Meníkio séparent la plaine de Dráma et le cours supérieur de l’Angítis de la plaine du Strymon à l’ouest. Au sud, le massif du Pangée limite la plaine de Dráma, séparée de la côte du golfe de Kavála par un massif étroit et de basse altitude situé juste au nord de la ville de Kavála. Ce petit massif relie le massif du Pangée à l’ouest au massif du Lekani (1 300 m) à l’est. Le Lekani constitue la limite sud-est de la plaine de Dráma et la limite sud-ouest du cours inférieur du Nestos, qui se jette dans la mer Égée au sud de la ville de Hrisoúpoli. En direction du nord-ouest, la chaîne du Falakró (Phalakron, en bulgare Bozdag, 2 231 m) fait suite au Lekáni, au nord-est de la ville de Dráma.

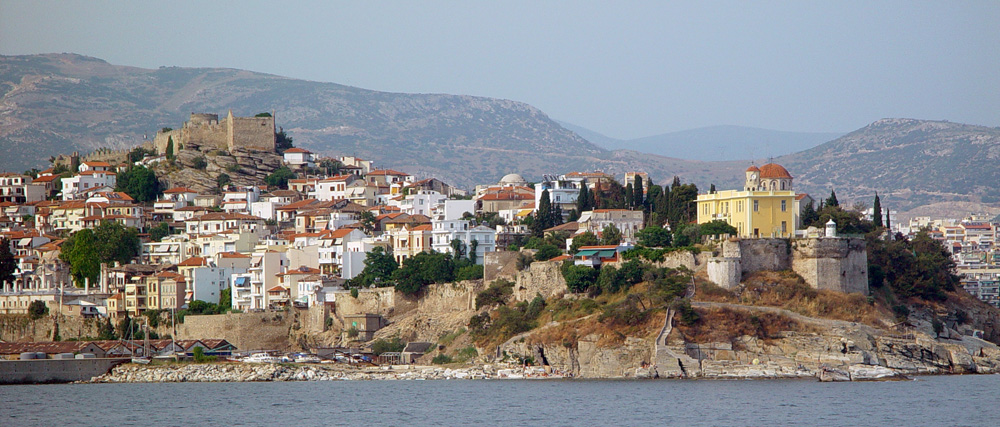
La vieille ville de Kavála.

À l’est et au nord du Nestos se trouve ce qui s’appelle dans l’usage grec moderne les « Rhodopes occidentales » (Δυτική Ροδόπη, Ditikí Rodópi). Le parc national de la chaîne des Rhodopes, incluant notamment deux réserves naturelles (Parthénio Dásos et Dásos Fraktoú) dans lesquelles la forêt est préservée de toute intervention humaine, se trouve dans cette partie du massif. Le Parthénio Dásos se trouve juste au sud du mont Ardin (en territoire bulgare), où la rivière Arda prend sa source. Sur le versant sud, l’écoulement des eaux se fait par le Nestos et son affluent, l’Arkoudórema. Dans cette partie du massif, l’un des reliefs les plus élevés est le Koúla (1 607 m), qui fait face au Cigansko gradište (en grec Giftókastro, 1 827 m), qui se trouve sur le versant bulgare. La limite est des Rhodopes occidentales est la rivière Kompsátos, qui se jette dans le lac de Bistonis (Vistonída), à l’est de Xánthi.
À l’est du Kompsátos se trouvent les « Rhodopes orientales », qui s’étendent jusqu’à la rive droite de l’Évros. Au sud, elles sont limitées par la plaine de Komotiní et par la plaine du lac de Bistonis. Entre Komotiní et Alexandroúpoli, les contreforts sud du massif atteignent la côte de la mer Égée, sur le golfe de Thrace. Dans cette partie du massif, les sommets importants sont le Papíkio (1 490 m) et le Virsínis (1 267 m).
Sur le plan du découpage administratif, si l’on considère les périphéries de la Grèce, les Rhodopes grecques se trouvent presque exclusivement sur le territoire de la Macédoine-Orientale-et-Thrace (préfectures de Kavála, Dráma, Xánthi, Rhodope et Évros). De petites parties seulement du massif se trouvent sur le territoire de le périphérie de Macédoine-Centrale : préfecture de Serrès.

##### Île de Thásos

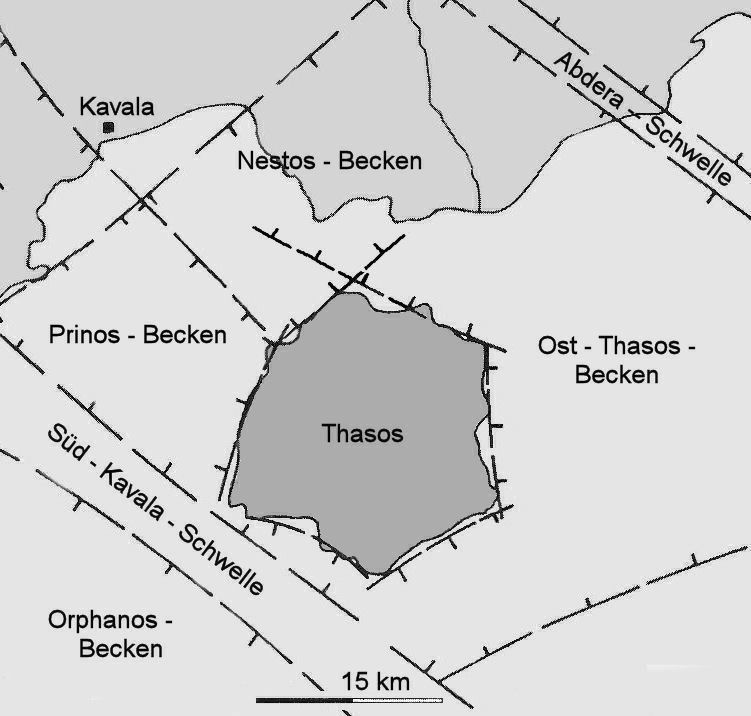
Le horst de Thásos et les bassins d'effondrement qui l'entourent.

L’île de Thásos est la partie la plus méridionale de l’ensemble montagneux Rila-Rhodopes, dont le relief s’élève au-dessus de la mer Égée. Elle est entourée de failles gigantesques et abruptes et de bassins cristallins profonds de plusieurs milliers de mètres. Le plus important, situé au nord-ouest de l’île, est le bassin du Nestos et de Prínos. À l’ouest et au sud-ouest se trouve le bassin de Thásos-Apollonía ou bassin d’Orfanós, qui se prolonge par le bassin du Strymon et le bassin de Komotiní. La masse insulaire se dresse au milieu de ces bassins, sous forme de horst, la profondeur sous le niveau de la mer étant de 4 000 à 6 000 m, l'altitude de 1 200 m (sommets du massif de l’Ypsário ou Ypsarion). Les bassins, qui se sont remplis de sédiments au Néogène, recèlent des gisements de pétrole et de gaz naturel, exploités depuis 1981, et d’autres qui n’ont pas encore été exploités.

### Sommets principaux des Rhodopes
- Goljam Perelik (Голям Перелик) - 2 191 m
- Širokolăški snežnik (Широколъшки снежник, « sommet enneigé de Široka lăka », village au nord-ouest de Smoljan) - 2 188 m
- Goljama Sjutkja (Голяма Сюткя) - 2 186 m
- Malăk Perelik (Малък Перелик) - 2 147 m
- Gocev vrăh (Гоцев връх) - 2 112 m
- Goljam Persenk (Голям Персенк) - 2 091 m
- Bataški snežnik (Баташки снежник, « sommet enneigé de Batak ») - 2 082 m
- Malka Sjutkja (Малка Сюткя) - 2 078 m
- Malăk Persenk (Малък Персенк) - 2 074 m
- Prespa (Преспа, « crevasse ») - 2 000 m
- Modăr (Модър) - 1 992 m
- Mavromáta (Μαυρομάτα) - 1 963 m
- Máti (Μάτι, « œil ») - 1 956 m
- Mečkarski kamăk (Мечкарски камък, « roc du montreur d’ours ») - 1 951 m
- Beslet (Беслет) - 1 938 m
- Snežanka (Снежанка, « Blanche Neige ») - 1 926 m
- Srebren (Сребрен, « mont argenté ») - 1 901 m
- Laïliás (Λαϊλιάς) - 1 849 m
- Černovec (Черновец, « pic noir ») - 1 834 m
- Cigansko gradište (Циганско градище, « forteresse tzigane ») - 1 827 m
- Velijca (Велийца) - 1 712 m
- Videnica (Виденица) - 1 652 m
- Koúla (Κούλα, sans doute du bulgare kula, « tour ») - 1 607 m
- Orlítsa (Ορλίτσα) -1 483 m
- Papíkio (Παπίκιο) - 1 483 m
- Vejkata (Вейката, « la brindille ») - 1 463 m
- Dobri vrăh (Добри връх, « bon sommet ») - 1 450 m
- Vetrovo (Ветрово, « sommet venteux ») - 1 416 m
- Kodža ele ou Vetren (Коджа еле, Ветрен) - 1 267 m
- Virsínis (Βιρσίνις) - 1 267 m

### Hydrographie

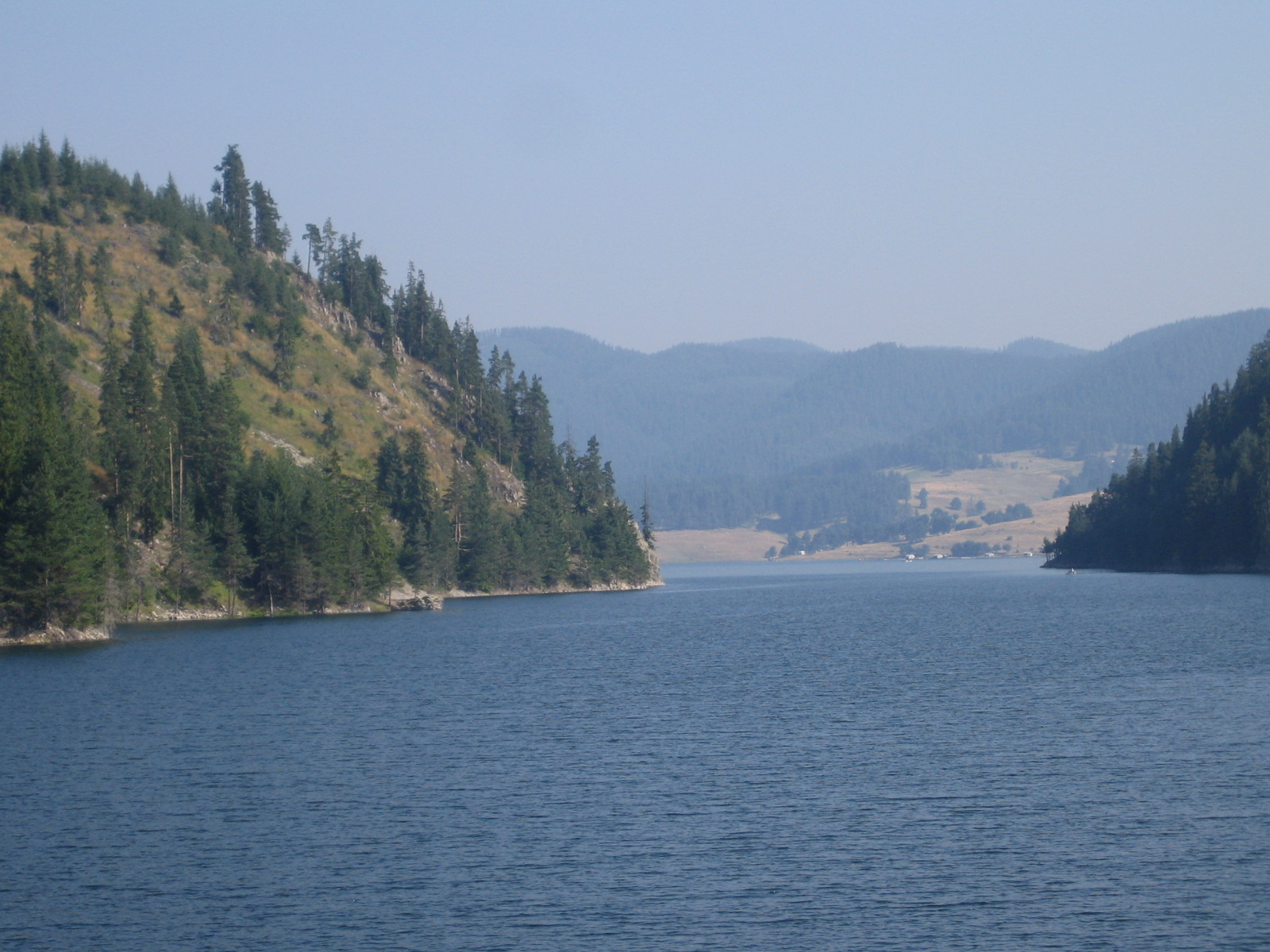
Lac de retenue de Dospat.

Les Rhodopes disposent d’abondantes réserves en eau, et le réseau de sources et de rivières y est très dense. Parmi les principales rivières, il faut citer la Mesta (Nestos), qui prend sa source dans le massif du Rila mais dont une partie du cours traverse les Rhodopes, surtout en territoire grec, l’Arda) (en grec Άρδας, Ardas), qui prend sa source à la frontière gréco-bulgare, traverse les Rhodopes d’ouest en est, puis l’extrême nord de la préfecture d’Évros et va se jeter dans le Meriç Nehri (nom turc de l’Évros, en bulgare Mesta) près de la ville d’Edirne, ainsi que de plus petits cours d’eau comme la rivière de Dospat ou Rata, affluent gauche de la Mesta qui débouche dans celle-ci près de Pappades (Grèce), la Văča, qui résulte du confluent, près de Devin de deux rivières (Kričim et Širokalăška reka), la Čepinska reka ou Čepinska Bistrica (Eli dere), qui prend sa source sur le mont Srebren et va se jeter dans la Marica, la Stara reka, qui prend sa source au sud du lac de Batak et va se jeter dans la Marica, ou encore la Vărbica, le plus important affluent de l’Arda, qui résulte de la confluence près de Zlatograd de deux rivières (Nedelinska et Alamovska) et va se jeter dans le lac de Studen Kladenec, lui-même formé par l’Arda.
Les lacs naturels y sont peu nombreux. Les plus connus sont les lacs de Smoljan, situés à quelques kilomètres de la ville du même nom. Quelques-uns des plus grands lacs artificiels de Bulgarie sont situés dans les Rhodopes : lac de Batak sur la Mătnica, de Dospat sur la rivière du même nom, de Goljam Beglik et de Široka poljana, situés un peu au nord du lac de Dospat et alimentés par plusieurs cours d’eau dont la Černa reka, de Kărdžali sur l’Arda, à l’ouest de la ville du même nom, de Studen Kladenec qui lui fait suite à l’est, après la traversée de la ville, ou encore le lac de Văča sur la rivière du même nom, situé au nord de la ville de Devin. Ces barrages sont principalement utilisés pour la production d’hydroélectricité, ainsi que pour l’irrigation. Dans la partie grecque du massif, les lacs artificiels sont moins nombreux. Quatre barrages ont été aménagés sur le cours du Nestos, créant ainsi un lac artificiel sur la quasi-totalité du cours du fleuve dans la préfecture de Drama. De nombreuses sources d’eau minérales connues en Bulgarie se trouvent dans les Rhodopes : Devin, Velingrad, Beden au sud-est de Devin, Mihalkovo au nord de Devin, et bien d’autres encore.

### Climat
La situation géographique des Rhodopes, dans la partie sud-est de la péninsule balkanique, a une grande influence sur le climat du massif. Deux influences climatiques s’y croisent : l’air froid provenant de la zone continentale au nord et l’air chaud provenant de la zone méditerranéenne. Dans les Rhodopes occidentales, l’altitude plus élevée a pour conséquence un climat montagnard caractérisé. Cependant, le climat y est adouci par les masses d’air chaud pénétrant par le cours des rivières. Cet adoucissement est plus perceptible dans les Rhodopes orientales, parce que l’altitude y est plus basse et que les vallées fluviales permettent une pénétration aisée de l’air plus chaud venu du sud.
La température annuelle moyenne dans les Rhodopes orientales est de 12 à 13 °C. Le maximum des précipitations se situe en décembre, le minimum en août. Dans les Rhodopes occidentales, la moyenne annuelle se situe entre 5 et 9 °C, et les pluies d’été sont fréquentes.
Le climat doux, entre autres facteurs, constitue un encouragement à l’activité touristique et de loisirs. La principale station de ski des Rhodopes bulgares est Pamporovo (1 650 m), où un microclimat assure un fort enneigement pendant une longue période de l’année. Les températures négatives sont assez fréquentes en hiver, et pour cette raison, les Rhodopes sont la région la plus méridionale des Balkans où l’on trouve certaines essences comme l’épicéa commun ou le bouleau verruqueux.

### Flore et faune

#### Flore
La grande variété climatique et pédologique a pour conséquence une grande variété végétale, qui font des Rhodopes le lieu de rencontre d'influences méditerranéennes, centre-européennes et alpines. On trouve plus de 2 000 espèces de plantes, dont 7 espèces sont endémiques des Rhodopes, 39 endémiques de Bulgarie et 85 endémiques des Balkans. 55 d'entre elles sont des espèces fortement menacées de disparition. Cela représente environ 52 % de la flore bulgare. Parmi les espèces propres aux Rhodopes, on trouve Lathraea rhodopea (Dingler) du genre Lathraea, Secale rhodopaeum (Delip.) du genre Secale, la sabline des Rhodopes (Arenaria rhodopea, Delip.), la scabieuse des Rhodopes (Scabiosa rhodopensis, Stoyanoff & Stefanoff), Haberlea rhodopensis (Friv.), le lys des Rhodopes (Lilium rhodopeum, Delip.), la tulipe des Rhodopes (Tulipa rhodopea, Velen.).
Dans les parties basses des Rhodopes orientales, les forêts cèdent la place aux espèces subméditerranéennes : chêne de Virgile (Quercetum virgilianae, Ten., également appelé chêne des Apennins), chêne pubescent, frêne à fleurs, hêtre d'Orient, alisier torminal, charme, poirier sauvage, épine du Christ (Paliurus spina-christi, Mill.), genévrier cade, etc. À des altitudes supérieures à 800 m dominent les forêts de chênes rouvres, de Fagus moesiaca (Malý, Czeczott), de charmes, d’érables, d’érables planes et d’autres essences. Dans l’étage montagnard, qui est surtout présent dans les Rhodopes occidentales, on rencontre l’épicéa commun, le pin sylvestre, le pin noir, le pin de Macédoine (espèce relique des Balkans), ainsi que le hêtre. À des altitudes plus élevées dominent les arbrisseaux et les prairies alpines.
Les Rhodopes sont une des régions des Balkans les plus riches en plantes médicinales ou herbes et aromates de cuisine. Dans la partie occidentale du massif, la myrtille est très répandue, et on trouve également la petite centaurée, l'oseille des Alpes, l'achillée millefeuille, le millepertuis perforé, l'aigremoine eupatoire, l'aubépine monogyne, l'airelle rouge, la germandrée petit chêne, ainsi que le caille-lait jaune. Dans la partie orientale du massif, au climat plus méditerranéen, on trouve des plantes comme la bugrane épineuse, le géranium sanguin, la camomille sauvage, le serpolet, le colchique d'automne, l'angélique des bois, l'origan ou encore la consoude officinale.

#### Faune
Oiseaux
291 espèces d’oiseaux sont répertoriées dans les Rhodopes, soit 70 % de la faune aviaire de Bulgarie. 115 d’entre elles nichent dans le massif et 97 y habitent toute l’année. 32 espèces y passent l’hiver, et 47 s’y arrêtent au cours de leur migration du nord vers le sud. 115 de ces espèces sont mentionnées par l’annexe II de la Convention de Berne sur la protection des espèces migratrices. Parmi celles-ci, 90 sont considérées comme prioritaires en Europe en matière de protection et 4 sont menacées dans le monde : aigle impérial, faucon crécerellette, râle des genêts, cormoran pygmée.
La faune des Rhodopes présente un nombre considérable de rapaces : 36 espèces parmi les 38 existant en Europe vivent dans la partie orientale du massif, notamment au sein du parc national de Dadiá-Lefkími-Souflí en Grèce. Les Rhodopes orientales sont ainsi l’une des zones naturelles d’Europe les plus riches en rapaces. On y observe la plus grande concentration de rapaces diurnes du continent. Les oiseaux suivants peuvent y être observés : percnoptère, vautour fauve, faucon pèlerin, qui sont considérés comme « menacés » ou « rares » et sont mentionnés par l’annexe I de la directive oiseaux de la Communauté européenne et par l’annexe II de la Convention de Bonn.
Mammifères
On rencontre dans les Rhodopes 27 des 36 espèces de chauves-souris d’Europe, y compris 12 des 18 espèces mentionnées dans la liste rouge de l'UICN (Union internationale pour la conservation de la nature). Les deux espèces inscrites sur la liste rouge bulgare des espèces en danger sont elles aussi représentées dans les Rhodopes : murin à oreilles échancrées, murin de Capaccini. Les 27 espèces de chauves-souris installées dans les Rhodopes sont protégées au niveau national par la Loi sur la biodiversité adoptée par le parlement bulgare en 2002, et, sur le plan international, par les conventions de Berne et de Bonn, ainsi que par l’Accord relatif à la conservation des populations de chauves-souris d'Europe (Eurobats 1991).
On rencontre également dans les Rhodopes 40 espèces de gros ou petits mammifères, dont 8 sont inscrites sur la liste rouge de l'UICN et 6 sur la liste rouge bulgare des espèces en danger. Parmi les espèces inscrites aux annexes I et III de la Convention de Berne, il y a lieu de mentionner le loup et l’ours brun, de même que la loutre d’Europe et le putois marbré, qui sont inscrits sur la liste rouge de l'UICN (2000). Il faut ajouter que les Rhodopes, qui se distinguent par un paysage façonné par l’homme depuis l’Antiquité, sont également une région où vivent des races uniques d’animaux domestiques comme la vache des Rhodopes (rodopsko kăsorogo govedo, littéralement « bovin des Rhodopes à cornes courtes »), la plus petite vache d’Europe (1,20 m de haut et environ 100 kg), la brebis des Rhodopes centrales ou la brebis sarakatsani, parfaitement adaptées aux conditions locales mais menacées d’extinction.
Amphibiens et reptiles
13 espèces d’amphibiens (sur les 16 qui vivent dans le pays) vivent dans les Rhodopes. Deux d’entre eux, la rainette verte et le triton crêté, sont protégées par les conventions internationales.
Parmi les 30 espèces de reptiles inscrites sur la liste rouge de l'UICN, on trouve dans les Rhodopes la tortue mauresque, la tortue d’Hermann ainsi que la cistude d’Europe.

## Histoire

### Mythologie

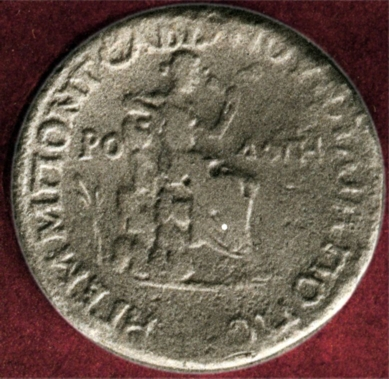
Monnaie romaine représentant la déesse des monts Rhodopes (Philippopolis, 150 apr. J.-C.).

Les textes d’Ovide et du Pseudo-Plutarque nous ont transmis le mythe thrace de la formation des Rhodopes et du Grand Balkan (en latin Haemus).
Pseudo-Plutarque : « Près de ce fleuve (le Strymon) sont les monts Hémus et Rhodope. Un frère et une sœur ainsi nommés s’aimaient très tendrement ; Hémus donnait le nom de Junon à sa sœur, qui, de son côté, l’appelait Jupiter. Les dieux, irrités de leur impiété, les transformèrent en deux montagnes qui prirent leur nom. »
Dans un angle figurent Rhodope de Thrace et Hémus,

aujourd’hui montagnes glacées, autrefois êtres mortels,

qui s’étaient attribué les noms des dieux les plus grands.
— Ovide, Les Métamorphoses, VI
Les Rhodopes sont considérées dans la mythologie grecque comme le lieu de naissance du héros, légendaire chanteur et joueur de lyre Orphée (qui, selon la légende locale, serait né dans la région de Smoljan) et de sa femme Eurydice. Toujours selon la mythologie grecque, Orphée aurait été déchiré par les ménades sur le massif du Pangée, aujourd'hui dans les Rhodopes grecques. Selon certains archéologues, les Rhodopes seraient effectivement le lieu d’origine du culte orphique. C'est ainsi que, près du village de Tatul, environ 15 km à l’est de la ville de Momčilgrad, une tombe thrace creusée dans le roc, qui fait partie d’un important complexe culturel utilisé depuis les XIXe et XVIIIe siècles av. J.-C. et découverte en 2000, a été interprétée comme lieu de culte orphique. L’archéologue bulgare Nikolaj Ovčarov suppose qu’il pourrait s’agir de la tombe d’Orphée en personne,. Depuis, ce site figure sur toutes les cartes et tous les documents touristiques bulgares sous le nom de « sanctuaire d’Orphée » (Svetilište na Orfej). D’aucuns objectent cependant qu’il n’est pas certain que le personnage d’Orphée ait été un personnage historique. Cependant, les responsables du tourisme bulgare utilisent amplement Orphée et l’orphisme comme élément d’attraction touristique : ainsi, à Trigrad, ont lieu chaque année à la fin du mois de juillet les Mystères d’Orphée, spectacle historico-culturel néo-païen. Le gouffre dit des « gorges du Diable » (Djavolsko gărlo), dans les gorges de Trigrad, est également appelé « grotte d’Orphée » et est considéré par une légende locale comme l’endroit où Orphée est descendu dans l’Hadès afin d’aller y chercher sa défunte épouse Eurydice. De très nombreux hôtels, restaurants et ensembles musicaux de la région portent le nom d'Orphée.
Il existe par ailleurs des sites archéologiques dans la région qui montrent un culte voué à Dionysos, comme l'ancienne cité thrace de Perperikon. Ce culte semble en effet originaire de Thrace.

### Chronologie
Comme le montrent les recherches archéologiques sur de nombreux sites, les Rhodopes sont habitées depuis la Préhistoire. Le premier peuple connu dans les Rhodopes sont les Thraces. Ils y construisirent de nombreux temples et cités, comme le sanctuaire de Tatul au sud-est de Kărdžali, ou la ville-sanctuaire de Perperikon, au nord-est de cette même ville.

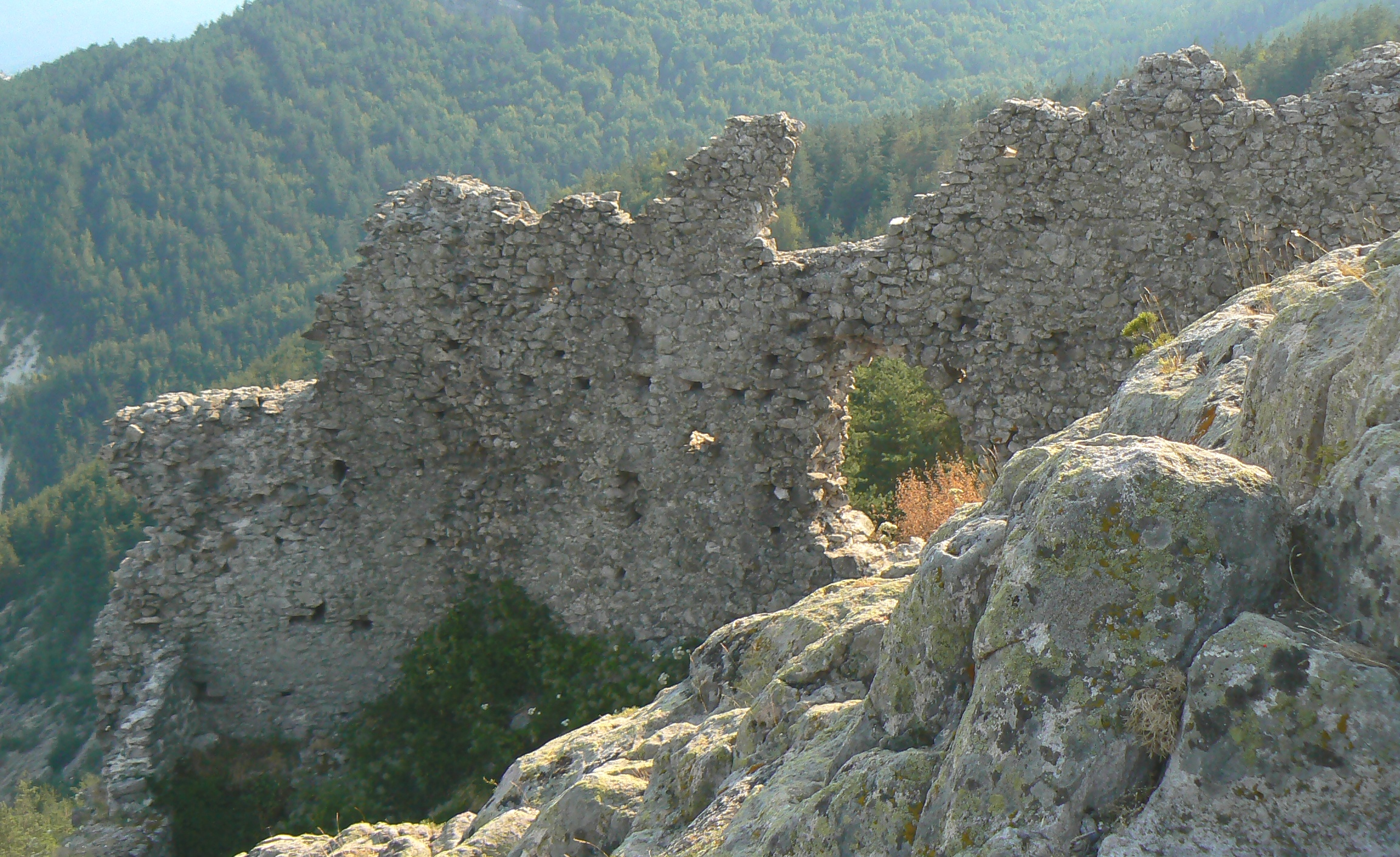
Les ruines de la forteresse d’Ustra.

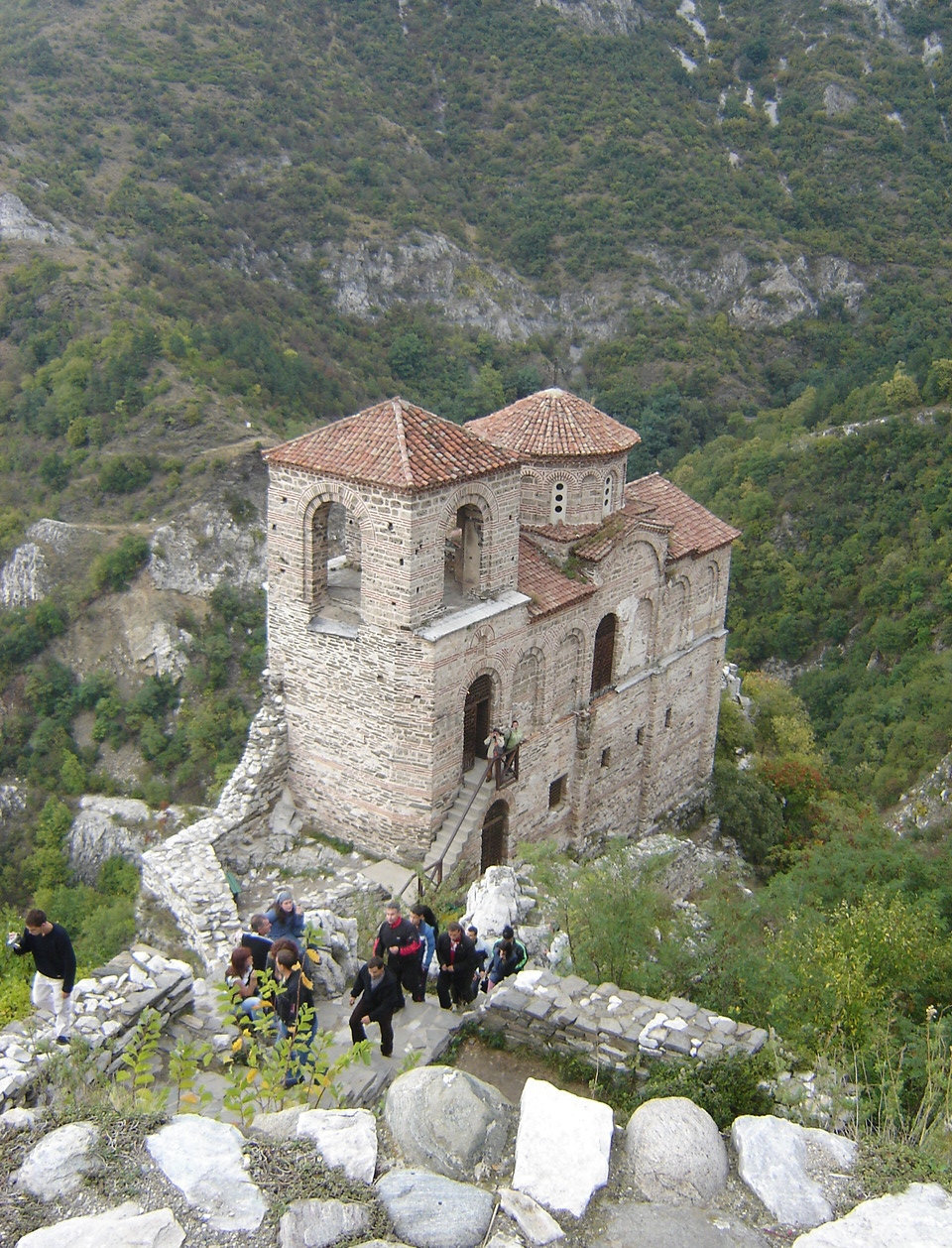
L’église de la citadelle d’Ivan Asen II au sud d’Asenovgrad.

Dans l’Antiquité, le massif est également peuplé de Grecs et de Romains. Il est relié au réseau de voies de l’Empire romain, notamment, par des routes secondaires, à la Via Militaris (qui l’effleurait au nord) et à la Via Egnatia, qui traversait une partie des Rhodopes méridionales. Un embranchement de cette dernière, la Via Publica, traversait une bonne partie des Rhodopes. On peut en voir des vestiges importants près du Goljam Persenk, à près de 2 000 m d'altitude. En 294, lors de la réorganisation administrative de Dioclétien, l'Empire romain crée une province de Rhodope (Rhodopa). Celle-ci comprenait la majeure partie de la côte de Thrace ainsi que l'ensemble du massif des Rhodopes. Elle était limitée au nord par les provinces de Thrace (Thracia) et d'Haemimontus, à l'est par la province d'Europa, à l'ouest par la Dardanie (Dardania) et la Macédoine (Macedonia), au sud par la mer Égée. Lors des grandes invasions arrivèrent les autres peuples constitutifs de la Bulgarie moderne : Protobulgares, Slaves et d’autres encore.
Au cours du Moyen Âge, les Rhodopes furent disputées entre l’Empire byzantin et les royaumes bulgares. Un réseau très dense de forteresses fut mis en place, destiné à surveiller les axes commerciaux et les lieux stratégiques. Les forteresses les plus importantes sont situées à Ljutica près d’Ivajlovgrad (près de l’actuelle frontière grecque, à l’est de Haskovo, dans la partie la plus orientale du massif), surnommée la « cité de marbre », à Ustra au nord du village d’Ustren (au sud-est de Džebel), à Cepina près du village de Dorkovo, au nord-est de Velingrad, à Mezek près de Svilengrad, dans l’extrême nord-est du massif, la citadelle d’Ivan Asen II (Asenova krepost) au sud d’Asenovgrad et d’autres encore.
Entre 1371 et 1375, les Rhodopes tombèrent sous le contrôle de l’Empire ottoman, à la suite de la défaite des armées chrétiennes face au beylerbey Lala Şâhin Paşa lors de la bataille de la Marica près de Černomen (aujourd’hui Orménio dans la préfecture d'Évros, près de la frontière gréco-bulgare, au sud de Svilengrad). À la suite de la victoire ottomane, des populations turques s’installèrent dans les Rhodopes, comme dans de nombreuses autres régions de Bulgarie, en important la religion musulmane.
Une partie importante des populations autochtones se convertit à l’islam. Il existe un débat historiographique sur la façon dont ces conversions se sont déroulées : conversions forcées et massacres des récalcitrants (position de l’historiographie bulgare officielle jusqu’à aujourd’hui) ou conversion plus ou moins volontaire de communautés villageoises qui y voyaient un intérêt social ou économique tangible (position développée par des recherches récentes)[réf. nécessaire] ? Toujours est-il que la conversion de populations autochtones a donné naissance aux Pomaks, l’une des ethnies qui composent la communauté musulmane bulgare contemporaine. La question de l’origine des Pomaks est un enjeu à la fois politique (en particulier depuis l’époque communiste) et historiographique. Étaient-ils dès le départ des Slaves (Bulgares), qui ont été islamisés (position de l’historiographie bulgare), ou des populations d’une autre origine (ils seraient à l'origine des Thraces, voire des descendants slavisés des Kıpçak ou des Coumans), ou encore les descendants de mouvements chrétiens hérétiques tels les bogomiles ou les pauliciens, ce qui donnerait une dimension théologique à la conversion ? Il n’en reste pas moins qu’une vague d’islamisation eut lieu dans les Rhodopes aux XVIe et XVIIe siècles, conduisant à d’importantes destructions d’églises et de monastères. Cet épisode historique, ainsi que le débat qu'il suscite jusqu'à aujourd'hui dans la société bulgare, a été traité de façon romanesque par l'écrivain Anton Dončev, dans son roman Les cent frères de Manol (titre original : Vreme razdelno, première édition 1964), dont le théâtre est une vallée des Rhodopes,,.
À la fin de la domination ottomane, les villes et villages des Rhodopes ont pris une part importante à l’insurrection d'avril 1876. La répression féroce qui s’abattit sur la région conduisit à de nombreux massacres, dont le massacre de Batak, perpétré par des bachi-bouzouks manifestement incontrôlés. Les Rhodopes septentrionales furent libérées de la domination ottomane lors de la guerre russo-turque de 1877-1878, mais les Rhodopes méridionales restèrent ottomanes, même si, en vertu du traité de San Stefano, leur partie occidentale devait passer sous souveraineté bulgare. Les Rhodopes bulgares firent partie de la province autonome de Roumélie orientale, jusqu’à son intégration en 1885 à la principauté de Bulgarie. Certaines localités pomaques s'efforcèrent cependant de rester indépendants dans le cadre de la République de Tămrăš, qui fut cependant rendue à l'Empire ottoman après l'unification de la principauté de Bulgarie et de la Roumélie orientale. Cette rétrocession fut sanctionnée par la signature en 1886 de la convention de Tophane. La partie méridionale du massif fut annexée par la Bulgarie lors de la Première Guerre balkanique (1912-1913), malgré une éphémère tentative de république (Gouvernement provisoire de Thrace occidentale d'août à octobre 1913), mais la partie occidentale fut annexée par la Grèce après la Deuxième Guerre balkanique (1913).

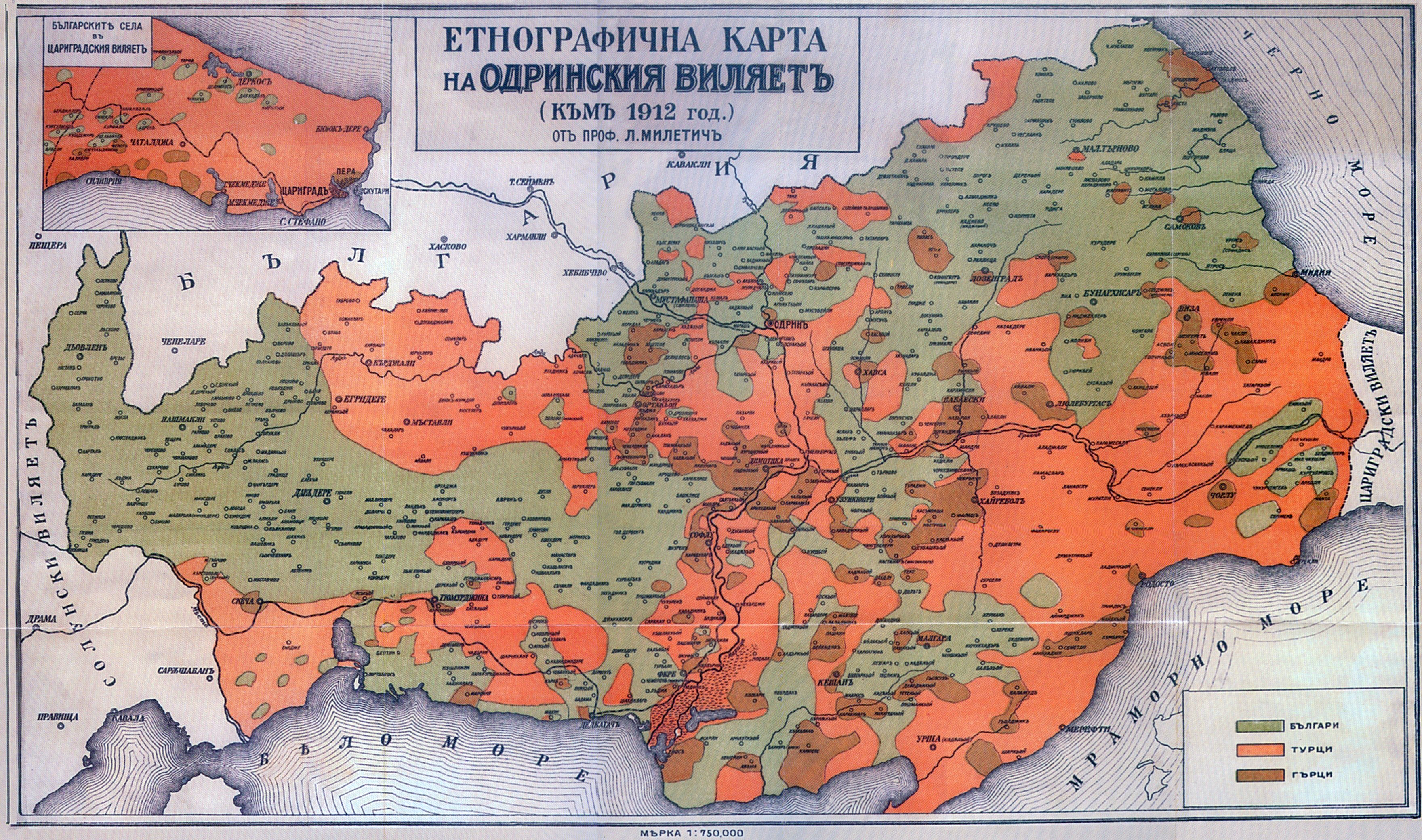
Carte ethnographique du Vilayet d'Édirne vers 1912 (document bulgare). Vert : Bulgares, rouge : Turcs, brun : Grecs.

La Bulgarie, alliée des Empires centraux pendant la Première Guerre mondiale, perdit ce qui lui restait des Rhodopes méridionales, notamment son accès à la mer Égée à Alexandroúpoli (en bulgare Dedeagač), en vertu du traité de Neuilly, qu’elle fut obligée de signer avec les forces de l’Entente le 27 novembre 1919. Entre 1941 et 1944, la Bulgarie, alliée de l’Allemagne nazie, occupa de nouveau la Thrace occidentale (dont la région la plus orientale des Rhodopes du sud). À la suite de tous ces conflits perdus par la Bulgarie, la population bulgare (en grande partie pomak) des Rhodopes méridionales émigra, surtout vers la Bulgarie et la Turquie. Après la guerre gréco-turque de 1919-1923 qui conduisit à un « échange de populations » avec la Turquie (en vertu du traité de Lausanne de 1923), une grande partie de la population grecque fuyant l’Asie mineure et la Turquie d’Europe fut installée dans des régions à fort peuplement bulgare. La dernière grande vague d’émigration eut lieu au moment de la guerre civile grecque (1946-1949).
Les Rhodopes bulgares, comme le reste du pays, furent soumis au régime communiste qui, après 1944, y imposa notamment la collectivisation de l’agriculture et des autres secteurs économiques. Il organisa également une industrialisation systématique, et donc le départ des villageois vers les villes. Le régime procéda à d’importants aménagements industriels dans la région, notamment à la construction de barrages : Studen Kladenec (inauguré en 1958) et Kărdžali (1963) sur l’Arda, mais aussi de Dospat, Batak, Ivajlovgrad (1964) ou Văča, dont le mur de barrage est le plus élevé de Bulgarie (144,5 m). Le régime communiste eut une politique particulièrement répressive envers les communautés musulmanes, surtout les Turcs, qui, dans la deuxième moitié des années 1980, furent contraints, au cours de ce que la propagande d’État appela à l’époque le « processus de régénération nationale » (văzroditelen proces), de changer leurs noms turcs en noms bulgares ou de s’expatrier. L’oblast de Kărdžali vit ainsi partir de nombreux habitants turcophones, en particulier au cours de l’année 1989, pendant laquelle plus de 300 000 Bulgaro-Turcs quittèrent la Bulgarie pour émigrer en Turquie.

## Population

### Religions et groupes ethniques

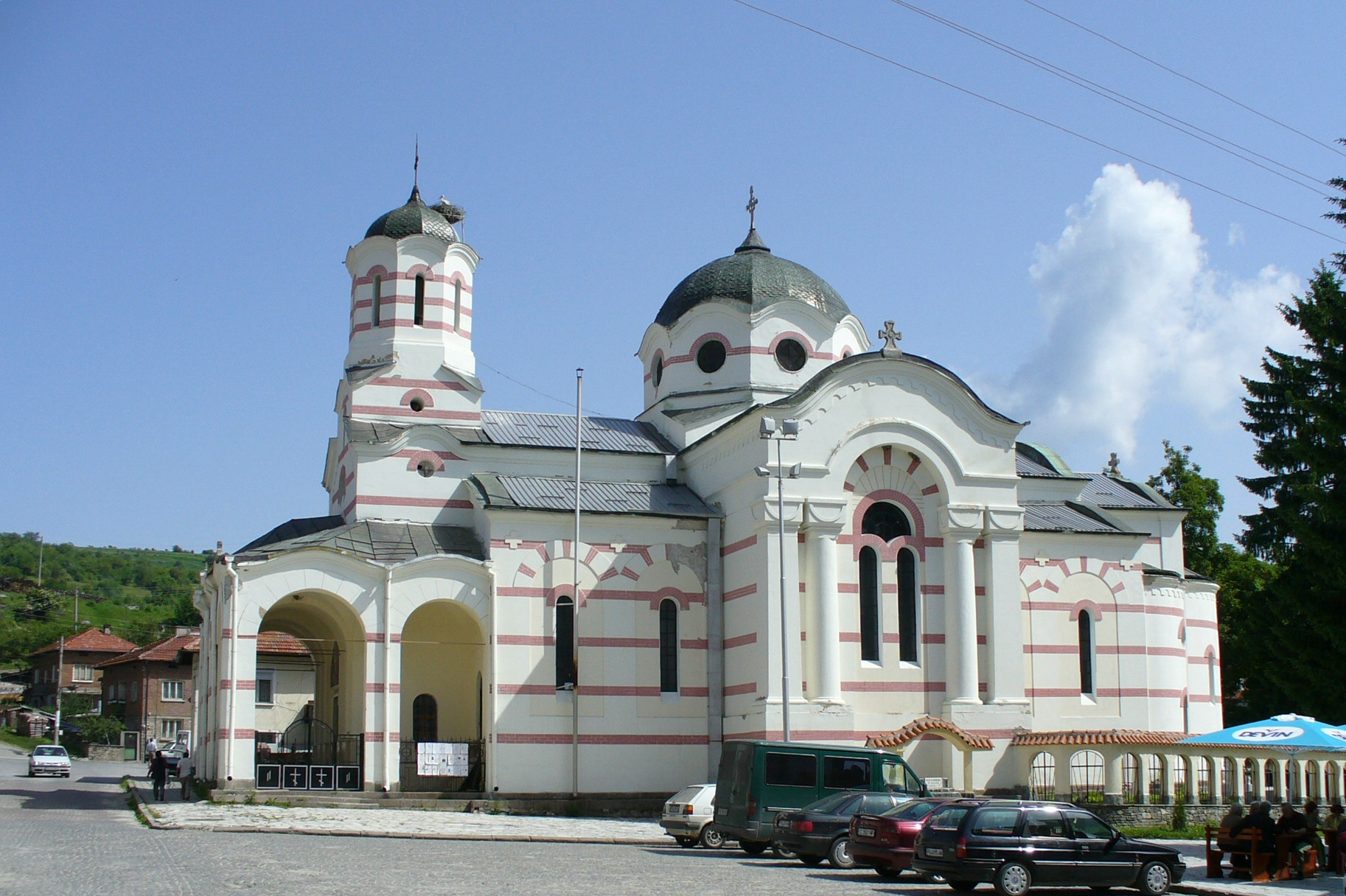
Église à Batak.

Région peu peuplée, les Rhodopes sont aussi, par leur histoire, une aire de grande diversité ethnique et religieuse. Dans la partie bulgare vivent, outre les Bulgares orthodoxes, de fortes communautés musulmanes, dont les Pomaks qui se qualifient plus volontiers de « Musulmans bulgares », surtout installés dans les localités de la partie occidentale du massif, où ils se réclament d’ailleurs parfois de l’identité turque, ainsi que les Turcs de Bulgarie, surtout installés dans la partie orientale. Dans l’oblast de Kărdžali, la majorité des habitants (61,6 %) se considéraient lors du recensement de 2001 comme Turcs, soit 101 116 personnes : il s’agit de la plus importante concentration de population turque en Bulgarie, environ un septième des 746 664 personnes ayant déclaré appartenir à cette ethnie en 2001. Le nombre de Pomaks de Bulgarie est évalué à 131 531 personnes par la statistique officielle, la grande majorité d’entre eux habitant dans les Rhodopes. Ce chiffre est cependant considéré par certains spécialistes comme inférieur à la réalité. Malgré des campagnes de christianisation menées depuis 1990 par certains représentants de l'Église orthodoxe bulgare, les différentes communautés religieuses vivent en bonne entente.

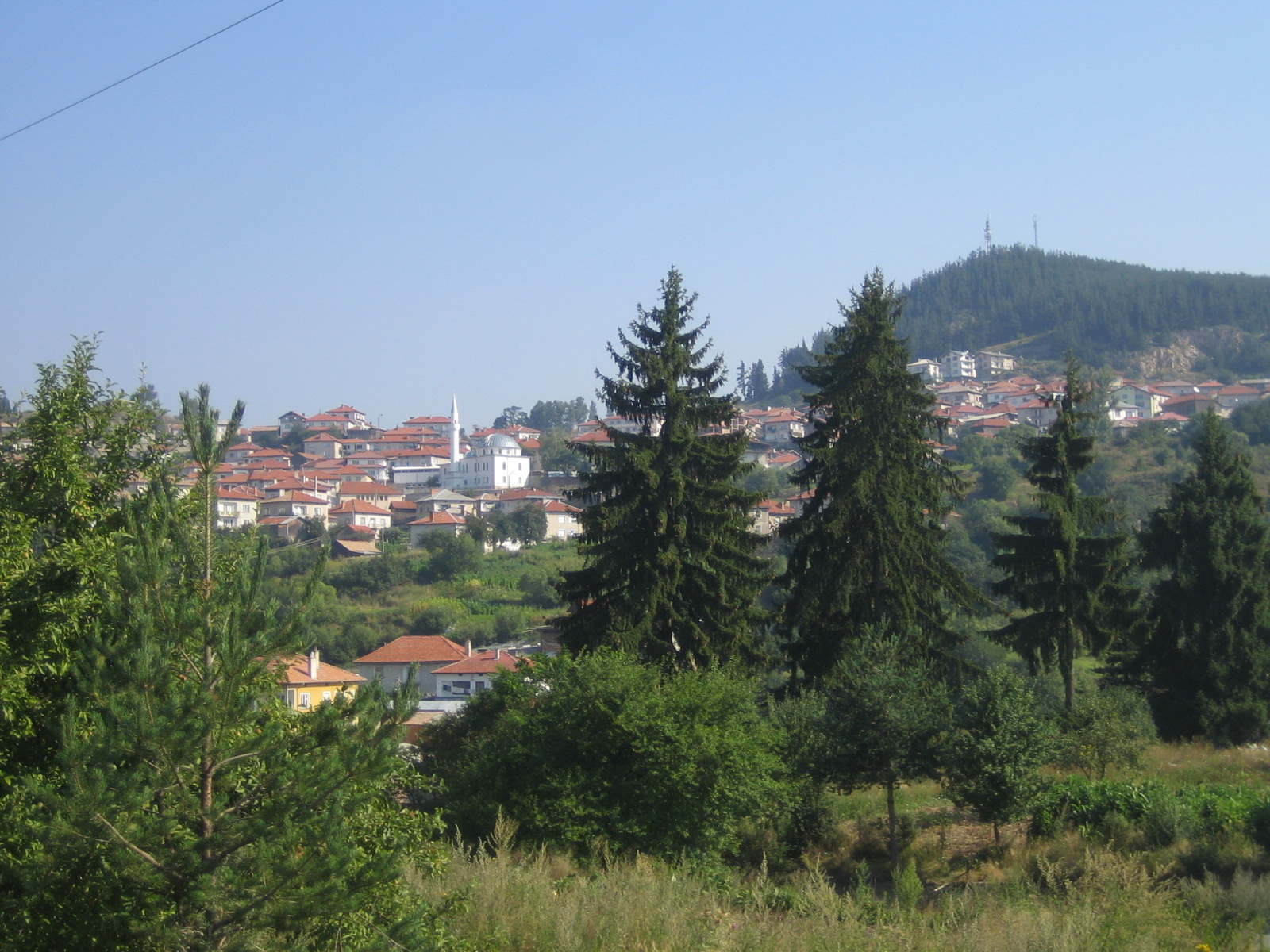
Vue de la ville de Dospat, majoritairement peuplée de Pomaks.

Dans les Rhodopes grecques, les Grecs orthodoxes sont aujourd’hui majoritaires, mais une minorité musulmane importante (composée surtout de Turcs et de Pomaks) demeure et rappelle l’histoire mouvementée de la région. Les musulmans sont majoritaires dans la préfecture de Rhodope (51,77 %) et constituent une minorité importante dans la préfecture de Xánthi (41,19 %). Dans la préfecture d’Évros, ils représentent 4,65 % de la population. Le nombre des Pomaks de Grèce est évalué à environ 36 000 personnes, 23 000 dans la préfecture de Xánthi, 11 000 dans la préfecture de Rhodope, 2 000 dans la préfecture d’Évros. Ce chiffre semble être admis par la plupart des spécialistes. Il faut cependant souligner que les bulgaro-musulmans des Rhodopes grecques sont considérés comme une population « à risque » par les autorités grecques. Les villages bulgarophones situés près de la frontière entre les trois États (Grèce-Bulgarie-Turquie), dans la préfecture d’Évros, ont été soumis jusqu'à la fin des années 1990 à une administration militaire et interdits d’accès aux personnes extérieures, sauf autorisation spéciale délivrée par le Ministère de la Défense. La langue des Pomaks de Grèce, fortement influencée par le turc, a tendance à s’éloigner du bulgare standard. Un troisième groupe de population musulmane des Rhodopes est constitué par les Yiftis, Roms musulmans, dont le nombre est très difficile à déterminer à cause de leur tendance marquée au syncrétisme religieux (ils seraient plus de 100 000 dans l’ensemble de la Bulgarie). Du côté grec, environ 50 000 Turcs vivent en Thrace occidentale, dans les trois préfectures déjà évoquées. En accord avec le traité de Lausanne de 1923, les musulmans de Thrace constituent l'unique minorité nationale reconnue par l'État grec.

### Vie politique
Après la fin du régime communiste, l’oblast de Kărdžali devint le plus solide bastion du Mouvement des droits et libertés (Dviženie za prava i svobodi, DPS), parti qui représente sur l’échiquier politique bulgare la minorité turque et plus généralement musulmane. Lors des élections législatives de 2005, le DPS a obtenu 65,32 % des voix dans l’oblast de Kărdžali et 5 mandats,, ce qui constitue de très loin son meilleur score régional. 53,99 % des Bulgares de l’étranger ont voté pour le DPS lors de cette élection, pour la plupart des Bulgaro-Turcs émigrés en Turquie. Cette tendance s'est confirmée lors des élections européennes de 2007. Le DPS gouverne la ville de Kărdžali depuis 2003, date d’élection de l’actuel maire Hasan Azis. Il gouverne aussi à Dospat, ainsi que dans de nombreuses localités des Rhodopes orientales comme Krumovgrad, Ardino, Džebel ou Momčilgrad. Dans les autres oblasti des Rhodopes, ou situées partiellement sur le territoire du massif, c’est la Coalition pour la Bulgarie, alliance dominée par le Parti socialiste bulgare (BSP), qui l’a nettement emporté en 2005. Le BSP contrôle à l'heure actuelle (2008) les mairies de Batak, Smoljan, Velingrad, Madan, Ivajlovgrad et Čepelare. Son implantation est donc surtout centrée sur les Rhodopes occidentales. Le nouveau parti du maire de Sofia, GERB, gouverne quant à lui à Haskovo, Asenovgrad et Rudozem.

### Traditions musicales

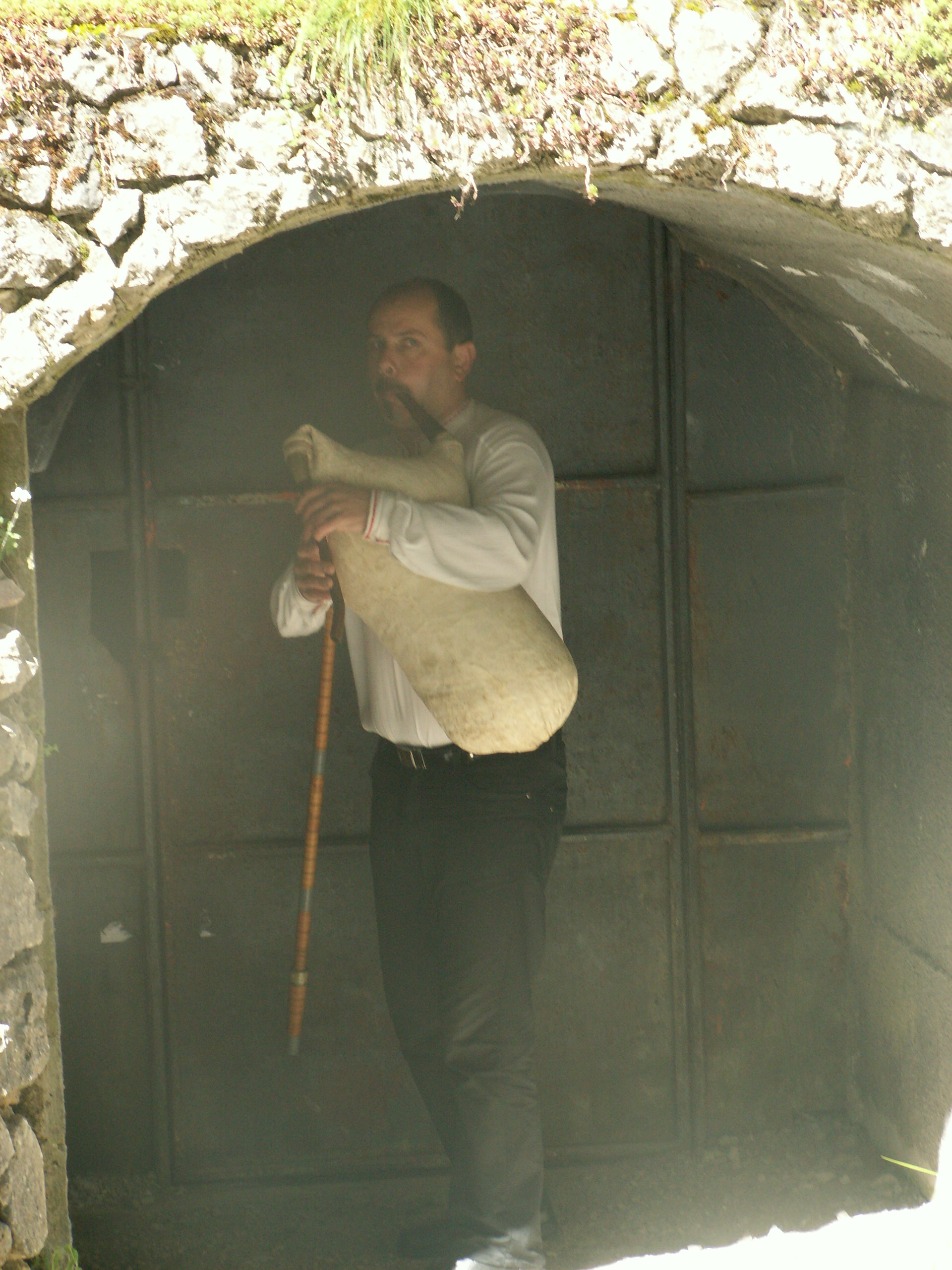
Joueur de kaba devant l'entrée de la grotte de Trigrad.

Les Rhodopes sont connues pour leur musique traditionnelle, vivante jusqu’à nos jours. Musiques et chants, d’une grande richesse, se distinguent notamment par de longues mélopées d’un grand lyrisme et d’une grande tristesse. L’instrument le plus utilisé est la gajda, une cornemuse à un seul bourdon jouée dans tous les Balkans, appelée dans les Rhodopes kaba (mot turc signifiant « majestueux »), parce qu’elle est accordée plus bas. On trouve également la tamboura (sorte de luth proche du bouzouki), ainsi que le kaval (flûte oblique diatonique).

### Traditions culinaires
Les Rhodopes sont connues pour leurs produits naturels et leur cuisine roborative. Le plat festif le plus connu des Rhodopes bulgares est le čeverme (du turc çevirme, « mouvement tournant »), agneau cuit à la broche comparable au méchoui d’Afrique du nord, qui ne manque à aucun festin. Dans les grandes occasions, on sert également le kurban, soupe à la viande d’agneau ou de bœuf préparée à la maison et proposée à la famille et au voisinage. Le kačamak est un autre plat très populaire, sorte de polenta servie sous forme de pain rond, ou en boule, accompagnée de beurre fondu, de fromage, de viande ou de lard. Le patatnik est un plat typique des Rhodopes, sorte de gratin de pommes de terre, d’œufs et d’oignons, préparé avec de la menthe verte ou d’autres épices. Les sarmi (du turc sarma dolma) sont préparées dans les Rhodopes avec des feuilles de chou farcies aux betteraves. Le klin est une banica (prononcer banitsa) farcie au riz mêlé de légumes, en général des épinards, de l’oseille ou du potiron. Les Rhodopes sont riches en produits alimentaires qui ont fait leur réputation. Outre les pommes de terre (on y trouve des variétés anciennes pratiquement disparues dans le reste de l’Europe), la région est connue pour ses haricots, en particulier ceux de Smiljan (village proche de Smoljan), d’une taille imposante.

## Économie

### Agriculture

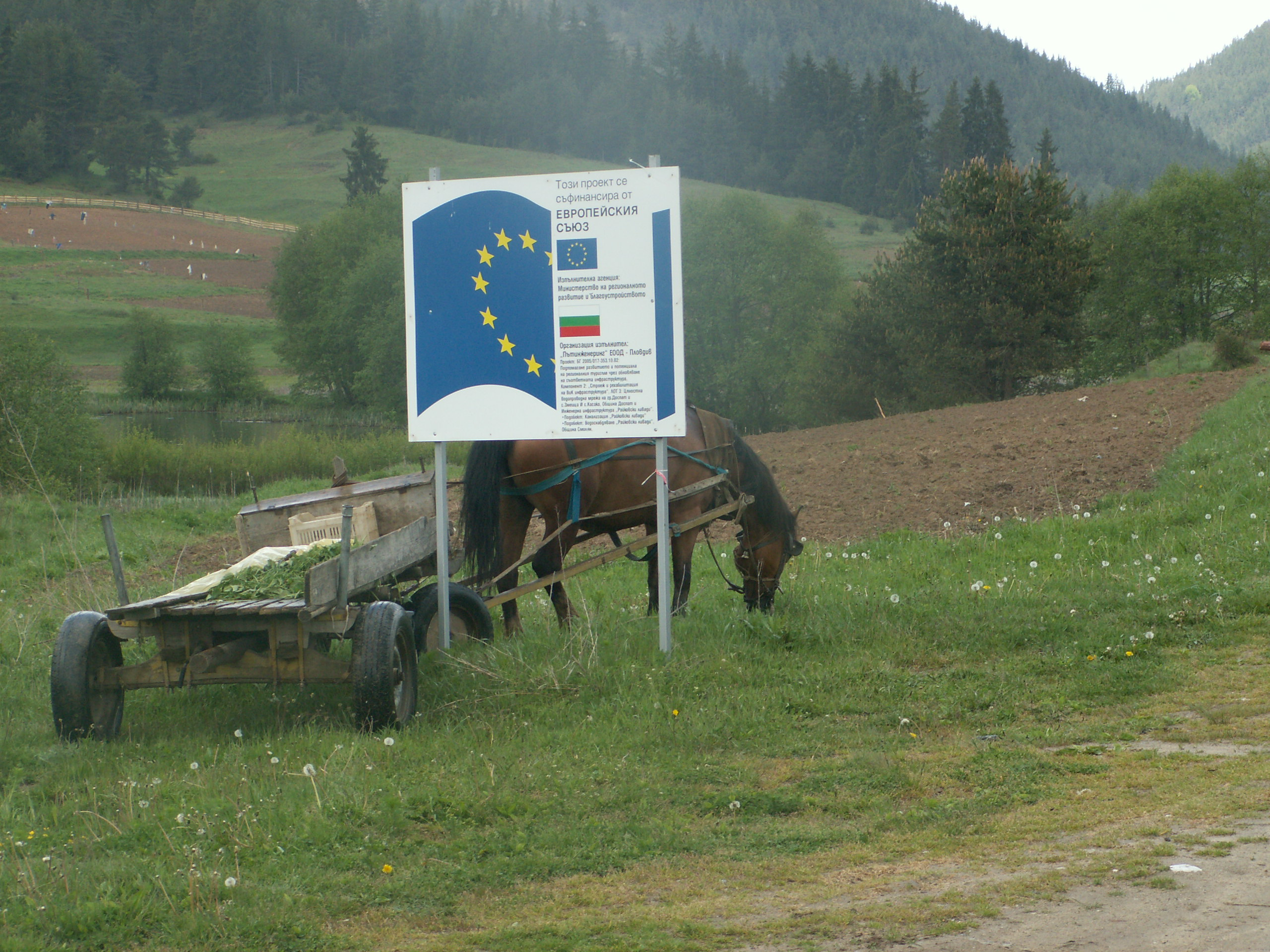
Charrette à cheval et panneau de financement européen près de Devin. Les Rhodopes bénéficient depuis de nombreuses années des programmes d'infrastructure de l'Union européenne.

Le monde agricole des Rhodopes bulgares, déjà malmené par la politique d’industrialisation forcée du régime communiste, a été touché de plein fouet par la politique de privatisation et de restitution des terres conduite par les gouvernements bulgares après le tournant de 1989-1990. Les restitutions systématiques ayant très souvent été faites au profit de descendants des communautés villageoises habitant depuis longtemps dans les villes et n’ayant pas l’intention de cultiver la terre, les friches se multiplièrent. La taille restreinte des exploitations ne suffisant pas à faire vivre des familles, le monde rural de la région, comme ailleurs dans la campagne bulgare, connut une nouvelle crise. De nombreuses familles émigrèrent dans les villes ou à l’étranger, et ceux qui demeurèrent sur place se remirent à pratiquer une agriculture de subsistance. Cela explique la forte présence de la traction hippomobile (charrettes tirées par des ânes, des chevaux ou des mulets) que l’on observe dans les Rhodopes comme dans d’autres régions de Bulgarie.
Les activités agricoles principales sont l’élevage, l’exploitation forestière et la culture du tabac. L’élevage bovin est surtout présent dans les Rhodopes occidentales. Dans les Rhodopes orientales, à forte population musulmane, l’élevage porcin est assez rare et l’élevage ovin, caractéristique de la région, domine. Au milieu du XVIe siècle, sous l'Empire ottoman, la région de Džebel dans les Rhodopes est le premier lieu de production de tabac en Bulgarie, avant qu'elle ne se répande dans le reste du pays. À l'époque, les musulmans le cultivaient uniquement pour eux-mêmes, et c'est après l'indépendance de la Bulgarie que débuta l'exportation, tout d'abord à destination de l'Égypte, en 1893. On exploite dans les Rhodopes des tabacs orientaux très aromatiques, surtout dans les régions de Džebel, Madan, Ardino, Haskovo, et dans une moindre mesure dans celles de Kărdžali, Smoljan et Devin. Le tabac est un enjeu politique important en Bulgarie, car le parti de la minorité musulmane (DPS) protège les producteurs qui constituent pour lui une importante manne électorale. C’est pourquoi il a, jusqu’à présent, empêché la privatisation de la holding d’État Bulgartabak.

### Industrie
Le secteur industriel, dont l’activité la plus importante est l’extraction minière, est également assez important dans la région. Il y a dans les Rhodopes environ 80 mines, surtout de plomb et zinc, dont les gisements sont parmi les plus riches d’Europe. Elles sont principalement situées dans les régions centrales du massif, et le long de la frontière gréco-bulgare, ainsi que dans la partie orientale. L’oblast de Kărdžali est riche en minéraux non métallifères et en or (par exemple, Ada Tepe). On trouve également dans les Rhodopes de petits gisements de chromite, fer et d’importantes traces de métaux rares dans les minerais de plomb et de zinc. Kărdžali et Plovdiv abritent des usines de transformation des minerais. Les constructions mécaniques sont notamment présentes à Smoljan, Kărdžali, Devin, Bracigovo, Ivajlovgrad. L’industrie pharmaceutique est présente dans la ville de Peštera, l’industrie textile à Zlatograd, Smoljan, Madan et Lăki. L’industrie du bois est surtout implantée dans les Rhodopes occidentales, où se trouvent aussi les plus importantes forêts des Balkans. Les Rhodopes sont d’autre part une région majeure de production d’hydroélectricité, grâce aux nombreux barrages déjà évoqués.

### Tourisme

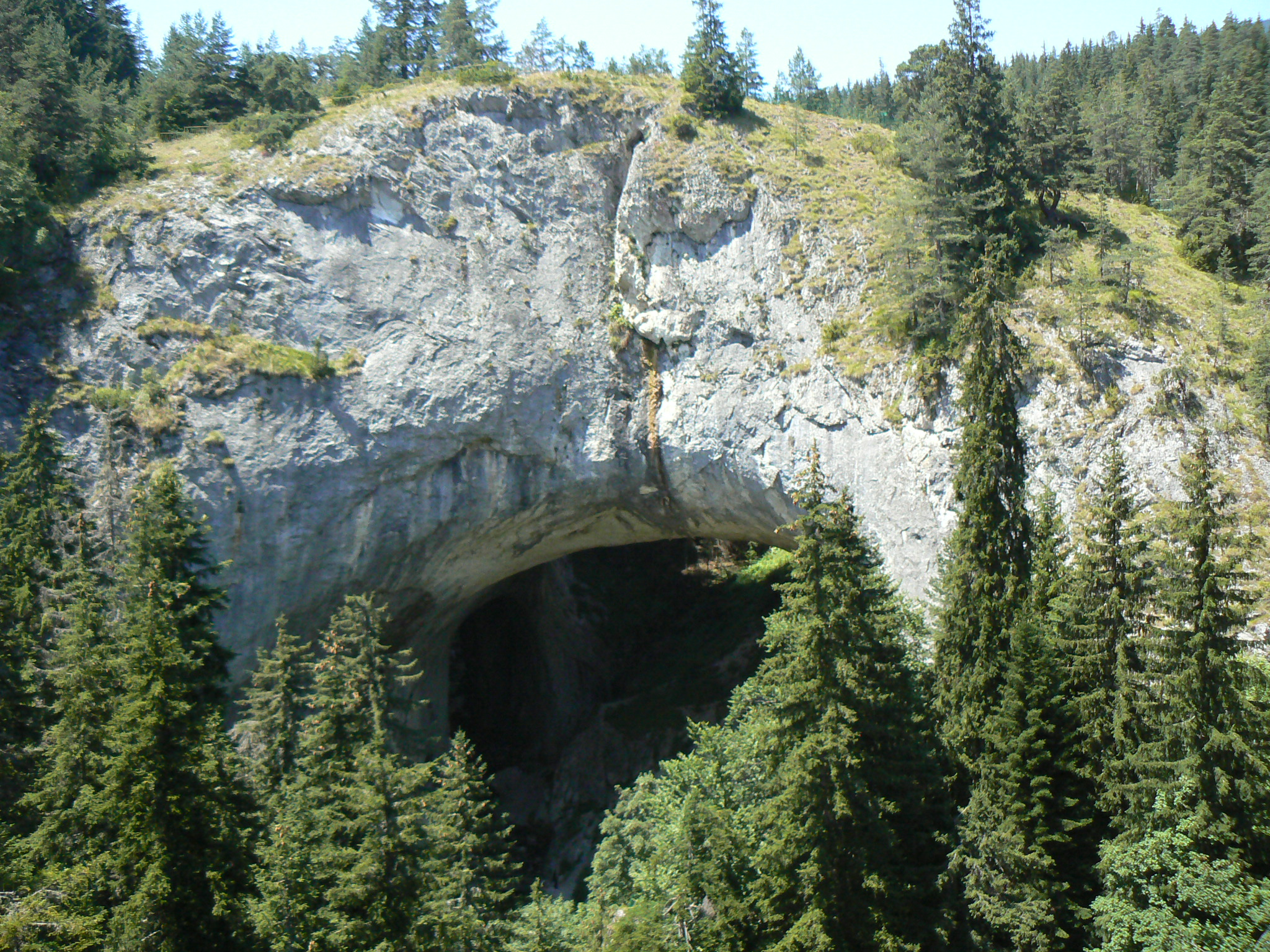
Le plus grand des Ponts merveilleux, l’une des plus importantes attractions touristiques des Rhodopes.

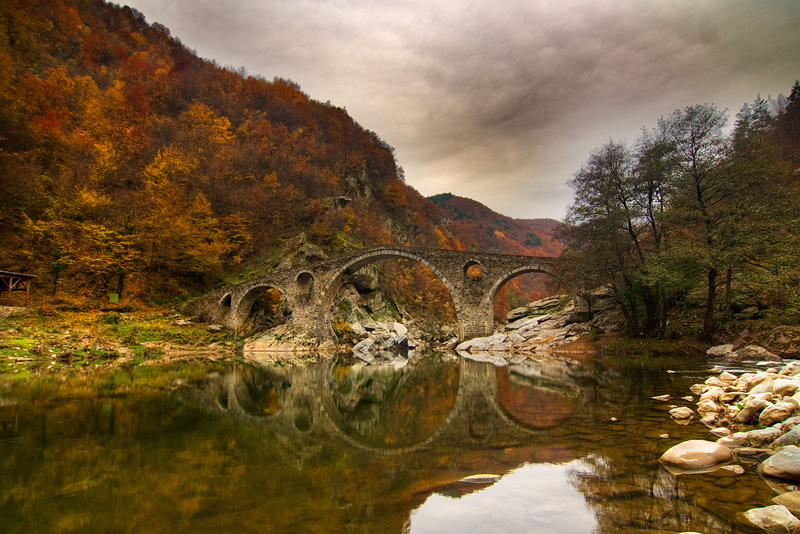
Le pont du Diable près d’Ardino (XVe siècle).

Le poids économique du tourisme n’a cessé de s’accroître depuis 1989. Pamporovo et Čepelare sont les principaux centres de sports d’hiver, et pendant l’été, un grand nombre d’implantations touristiques proposent des refuges et terrains de camping près des lacs ou dans les vallées. De nombreuses grottes constituent des attractions touristiques populaires, dont beaucoup se trouvent le long de la frontière gréco-bulgare : Jagodina, Uhlovica près du village de Mogilica, gorges du Diable près de Trigrad, Snežanka près de Peštera, et d’autres lieux bien connus des spéléologues, proposant des formes spectaculaires, ainsi que des rivières et lacs souterrains. Les sites historiques tels que les ruines des châteaux ou les sites thraces comme Perperikon ou Tatul, ainsi que les villages dans le style de la Renaissance bulgare (XVIIIe et XIXe siècles) comme Leshten, Kovachevitsa, et les monastères sont également visités par de nombreux touristes bulgares et étrangers.